# Mnemiidae
Mnemiidae is een familie van ribkwallen uit de klasse van de Tentaculata.

## Geslacht
- Mnemia Eschscholtz, 1825